# Roberto Cruz (taekwondo)
Roberto Cruz (18 de agosto de 1972) es un deportista filipino que compitió en taekwondo. Ganó cinco medallas en el Campeonato Mundial de Taekwondo entre los años 1995 y 2003, y dos medallas en el Campeonato Asiático de Taekwondo en los años 1994 y 1996.

## Palmarés internacional
| Campeonato Mundial  | Campeonato Mundial                | Campeonato Mundial | Campeonato Mundial |
| Año                 | Lugar                             | Medalla            | Categoría          |
| ------------------- | --------------------------------- | ------------------ | ------------------ |
| 1995                | Manila (Filipinas)                | Medalla de plata   | –50 kg             |
| 1997                | Hong Kong (China)                 | Medalla de plata   | –50 kg             |
| 1999                | Edmonton (Canadá)                 | Medalla de plata   | –54 kg             |
| 2001                | Jeju (Corea del Sur)              | Medalla de bronce  | –54 kg             |
| 2003                | Garmisch-Partenkirchen (Alemania) | Medalla de bronce  | –54 kg             |
| Campeonato Asiático |                                   |                    |                    |
| Año                 | Lugar                             | Medalla            | Categoría          |
| 1994                | Manila ()                         | Medalla de bronce  | –50 kg             |
| 1996                | Melbourne (Australia)             | Medalla de plata   | –50 kg             |